# Raúl Sendic Rodríguez
Raúl Fernando Sendic Rodríguez (Paysandú, 29 de agosto de 1962) es un funcionario y expolítico uruguayo perteneciente al Frente Amplio. Fue vicepresidente de la República desde el 1 de marzo de 2015 hasta su renuncia el 13 de septiembre de 2017, siendo reemplazado por Lucía Topolansky.
El 29 de abril de 2022 anunció su retiro de la actividad política.

## Vida personal
Hijo de Nilda Rodríguez y del líder histórico del Movimiento de Liberación Nacional-Tupamaros Raúl Sendic Antonaccio, creció visitando a su padre preso en la cárcel, durante la dictadura cívico-militar uruguaya.

## Trayectoria
Militó en el Movimiento 26 de Marzo de cara a las elecciones de 1999, se realiza un acuerdo con el Movimiento de Participación Popular, y Sendic es electo diputado para el periodo 2000-2005.
Cuando sobreviene la crisis bancaria de 2002, Sendic es uno de los pocos legisladores en exigir la renuncia de todo el gobierno de Jorge Batlle.
Fue integrante de la Comisión en Defensa de ANCAP que impulsó el referéndum de 2003 para derogar la ley 17.448, que eliminaba el monopolio estatal de la compañía.
Formó parte del Movimiento 26 de Marzo, hasta que se retiró del sector, fundando junto a otros dirigentes la agrupación Compromiso Frenteamplista, lista 711.
Integró el directorio de ANCAP, primero como vicepresidente acompañando a Daniel Martínez, y desde 2008, como presidente de la empresa.
El 31 de agosto de 2009 fue nombrado Ministro de Industria, Energía y Minería, ante la renuncia de Daniel Martínez.
En febrero de 2011, Tabaré Vázquez lo mencionó como un posible compañero de fórmula para los comicios de 2014.
En marzo de 2012 se manejó por parte de algunos medios de prensa la posible conformación de una nueva agrupación política, integrada también con jerarcas de la administración Mujica, en respaldo a una precandidatura de Raúl Sendic para las elecciones de 2014.
Desde fines de 2013, el sector Lista 711, liderado por Sendic, fue atrayendo dirigentes de otros sectores, como Alberto Cid, Pablo Mazzoni, Andrés Lima y Felipe Carballo.
Su nombre sonó fuerte para la candidatura a la Vicepresidencia en las elecciones de 2014, lo que se vio claramente reforzado por su excelente votación en las elecciones internas de junio de ese año.
En las elecciones nacionales de 2014, Sendic alcanzó el senado, siendo electo a la Cámara Alta, conjuntamente con Leonardo de León (exdirector de ALUR). 
El 23 de noviembre de 2014 se celebró el balotaje en el cual la fórmula del Frente Amplio a la cual pertenecía resultó ganadora, por lo tanto a partir del 1 de marzo de 2015 acompañó a Vázquez ejerciendo el cargo de vicepresidente de la República Oriental del Uruguay.

## Controversias y renuncia a la vicepresidencia

### Título universitario
En febrero de 2016 se inició una controversia porque en el sitio web oficial de su espacio político Lista 711 y algunas publicaciones oficiales se le presentó como licenciado en Genética humana en la Universidad de La Habana, graduado con medalla de oro. Sendic reconoció que había estudiado Genética humana durante un año, tras haber cursado cuatro de medicina en la Universidad de La Habana
En un comunicado a los medios, Sendic informó que, efectivamente, cursó la licenciatura en Genética, aunque no se indica que haya sido culminada.
La polémica generó que el abogado Gustavo Salle presentara una denuncia por "usurpación de título".
El hecho tuvo repercusión internacional.
En septiembre de 2016 fue citado por la juez Salterain para ser interrogado por el delito del que se le acusaba, donde presentó pruebas de sus estudios de Medicina y Genética en Cuba. La causa fue finalmente archivada en el entendido de que, por no existir la titulación universitaria en cuestión, no podía configurarse el delito de usurpación de título.

### Gestión de Ancap
En el año 2015, y ya siendo Sendic Vicepresidente de la República, se formó una comisión parlamentaria para investigar la situación financiera de Ancap entre los años 2000 y 2015.
Tras la controversia generada en la opinión pública por la situación financiera de la petrolera estatal, el 19 de enero de 2016, Sendic presentó una denuncia en Crimen Organizado en Uruguay por los "comentarios difamatorios" publicados en esta entrada de Wikipedia. Según informa el semanario Búsqueda, en el entorno del vicepresidente habían notado cambios en la biografía de Sendic, acusándolo de haber fundido Ancap, ser corrupto y mentir, así como insultos. También se habían realizado modificaciones a la entrada con el nombre de su padre. La jueza Dolores Sánchez autorizó a la Policía a pedirle a Antel información sobre las direcciones IP de las computadoras que hicieron los cambios.
El 25 de julio de 2016, presenta un escrito ante el juzgado especializado de Crimen Organizado de 1.er Turno de Uruguay, para ponerse a disposición del juez y de la fiscal en cuanto a la gestión en ANCAP cuando él fue presidente, manifestando que no se ampararía en sus fueros.
En junio de 2017 se desata una polémica por las compras realizadas con la tarjeta de crédito corporativa de ANCAP a nombre de Sendic, durante su participación en el directorio del ente estatal. Sendic utilizó la tarjeta corporativa tanto en Uruguay como en el exterior, y entre sus gastos se incluyen artículos de electrónica, vestimenta, joyas o muebles. La controversia se sumó a la ya generada en el año 2016 por su gasto en viajes oficiales, ya en el cargo de Vicepresidente de la República.

### Tribunal de Conducta Política y renuncia
Sendic fue sometido al Tribunal de Conducta Política del Frente Amplio, el cual consideró en su fallo fechado el 24 de julio de 2017, que el vicepresidente había incurrido en un proceder que "[..] compromete su responsabilidad ética y política, con incumplimiento reiterado de normas de control." agregando que "El cuadro general que presentan los actos reseñados del cro. Sendic no deja dudas de un modo de proceder inaceptable en la utilización de dineros públicos." y finaliza las conclusiones con un párrafo que manifiesta que "Agravan lo anterior la especial responsabilidad que imponía condición de Presidente del Directorio de ANCAP, y también la forma en que el cro. Sendic ha respondido públicamente a los cuestionamientos de su conducta".
El 9 de septiembre de 2017, frente al Plenario del Frente Amplio que iba a tratar el tema, Sendic anunció su renuncia al cargo de Vicepresidente de la República, lo cual se hizo efectivo el día 13 de septiembre.
En su lugar asumió el cargo la senadora Lucía Topolansky, esposa del senador y expresidente José Mujica.

### Suspensión
En diciembre de 2018, el Plenario del Frente Amplio resolvió la inhabilitación de Sendic y del senador Leonardo De León por un periodo de 17 meses, lo que les significa la imposibilidad de postularse a cargo electivo alguno durante el ciclo electoral 2019-2020.

## Causas judiciales y procesamiento
Raúl Sendic fue procesado sin prisión el 29 de mayo de 2018 por un delito de abuso de funciones y de peculado en su gestión como Presidente de ANCAP desde 2010 a 2013 por la jueza especializada en crimen organizado Beatriz Larrieu. Ambos delitos fueron por su vinculación y participación en el negocio con EXOR y el ente, también malversación por usos indebido de tarjeta corporativa. Por otra parte, de las doce carpetas con denuncias presentadas por la oposición al Frente Amplio por la gestión de la petrolera estatal ANCAP, los ex jerarcas de la petrolera: José Coya, Germán Riet, Juan Amaro, Juan Romero, Eduardo Goldsztejn, Ricardo Lemos, Manuel González y Juan Gómez quedaron absueltos de la acusación de "abuso de funciones" por el caso Exor.
Según el representante del Ministerio Público, Raúl Sendic hizo un uso indebido de los dineros públicos en sumas que no pudieron ser debidamente cuantificadas configurándose el delito de peculado por gastar 550.000 pesos uruguayos y 38.000 dólares con las tarjetas corporativas del ente público. En el mismo acto, desestimó el procesamiento del exvicepresidente por abuso de funciones por la venta de petróleo a Ecuador.
El 5 de junio de 2018 la defensa de Sendic apeló el fallo de la jueza especializada en crimen organizado, Beatriz Larrieu, que había dictado su procesamiento sin prisión por “un delito de abuso innominado de funciones, en régimen de reiteración real, con reiterados delitos de peculado, en calidad de autor”.